# Ломон
Ломо́н (фр. Lomont) — коммуна во Франции, находится в регионе Франш-Конте. Департамент — Верхняя Сона. Входит в состав кантона Эрикур-Уэст. Округ коммуны — Люр.
Код INSEE коммуны — 70306.

## География
Коммуна расположена приблизительно в 350 км к юго-востоку от Парижа, в 65 км северо-восточнее Безансона, в 35 км к востоку от Везуля.
По территории коммуны протекают две небольшие реки: Фо (фр. Fau) и Курмон (фр. Courmont).

## Население
Население коммуны на 2010 год составляло 378 человек.
| 1962 | 1968 | 1975 | 1982 | 1990 | 1999 | 2010 |
| ---- | ---- | ---- | ---- | ---- | ---- | ---- |
| 420  | 429  | 404  | 407  | 383  | 380  | 378  |

## Экономика
В 2010 году среди 238 человек трудоспособного возраста (15—64 лет) 164 были экономически активными, 74 — неактивными (показатель активности — 68,9 %, в 1999 году было 65,0 %). Из 164 активных жителей работали 150 человек (89 мужчин и 61 женщина), безработных было 14 (9 мужчин и 5 женщин). Среди 74 неактивных 14 человек были учениками или студентами, 34 — пенсионерами, 26 были неактивными по другим причинам.

## Достопримечательности
- Фонтан и общественная прачечная в нижней части деревни (XIX век). Исторический памятник с 1980 года[3]

## Фотогалерея

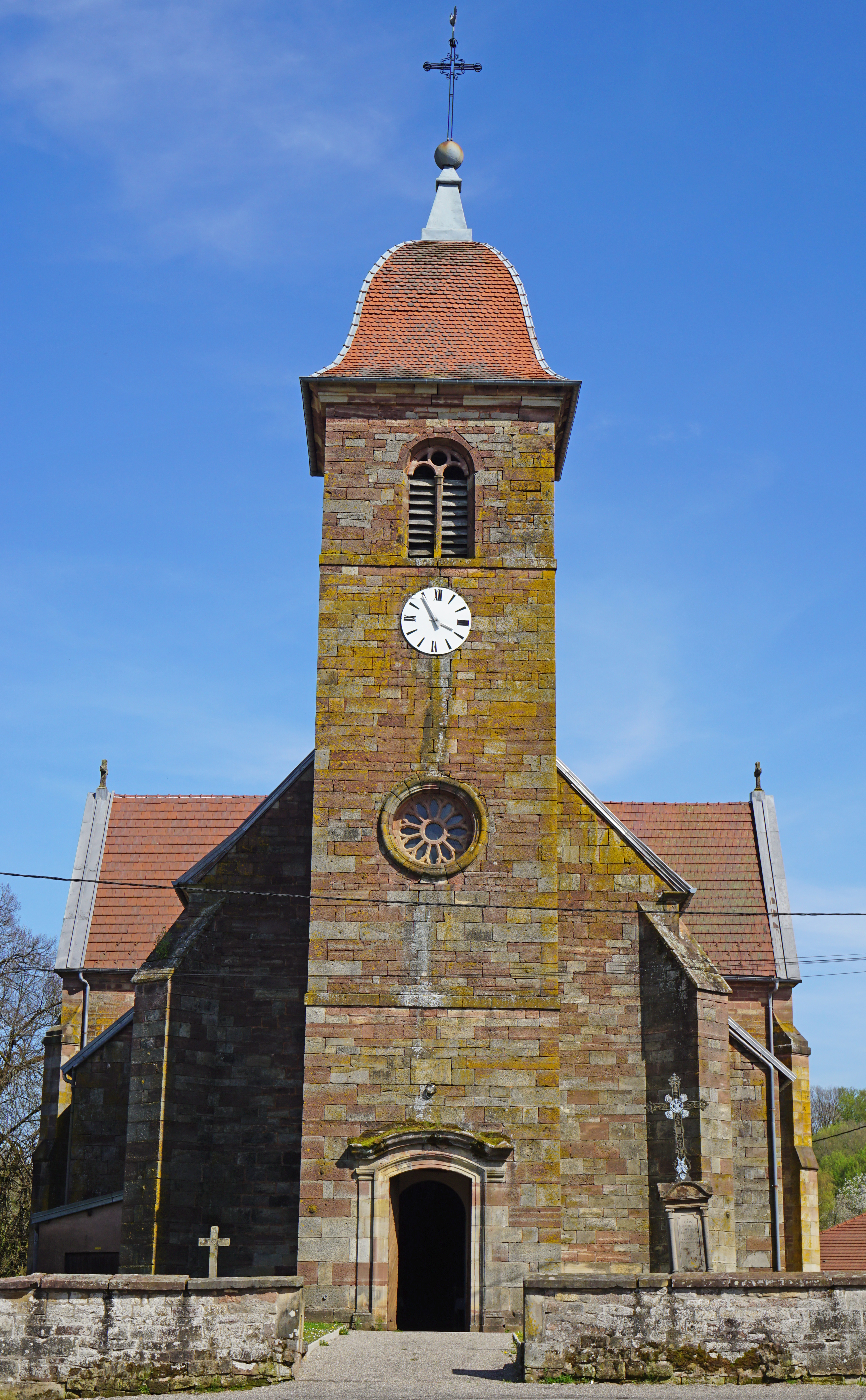
Церковь Св. Мартина
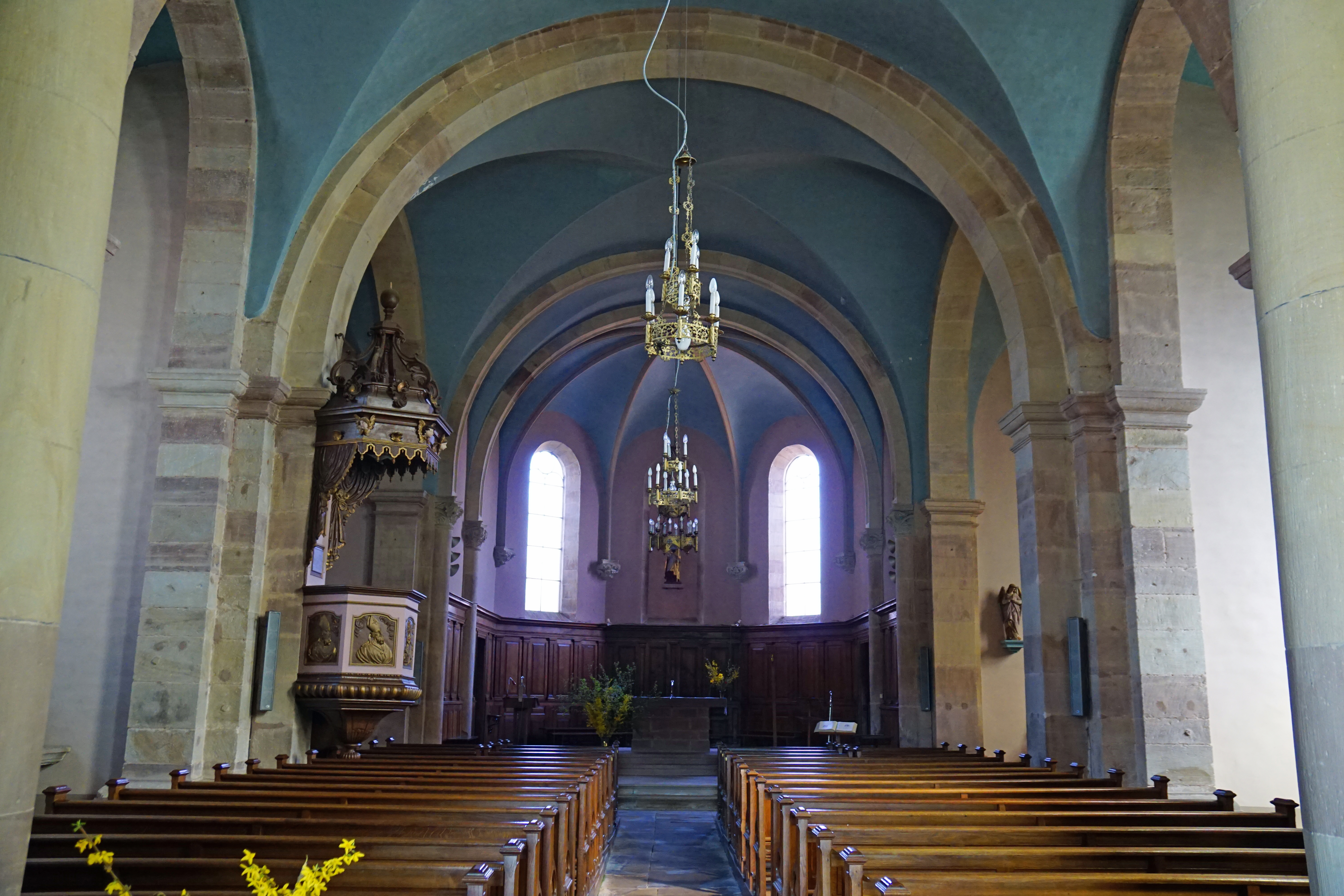
Интерьер церкви Св. Мартина
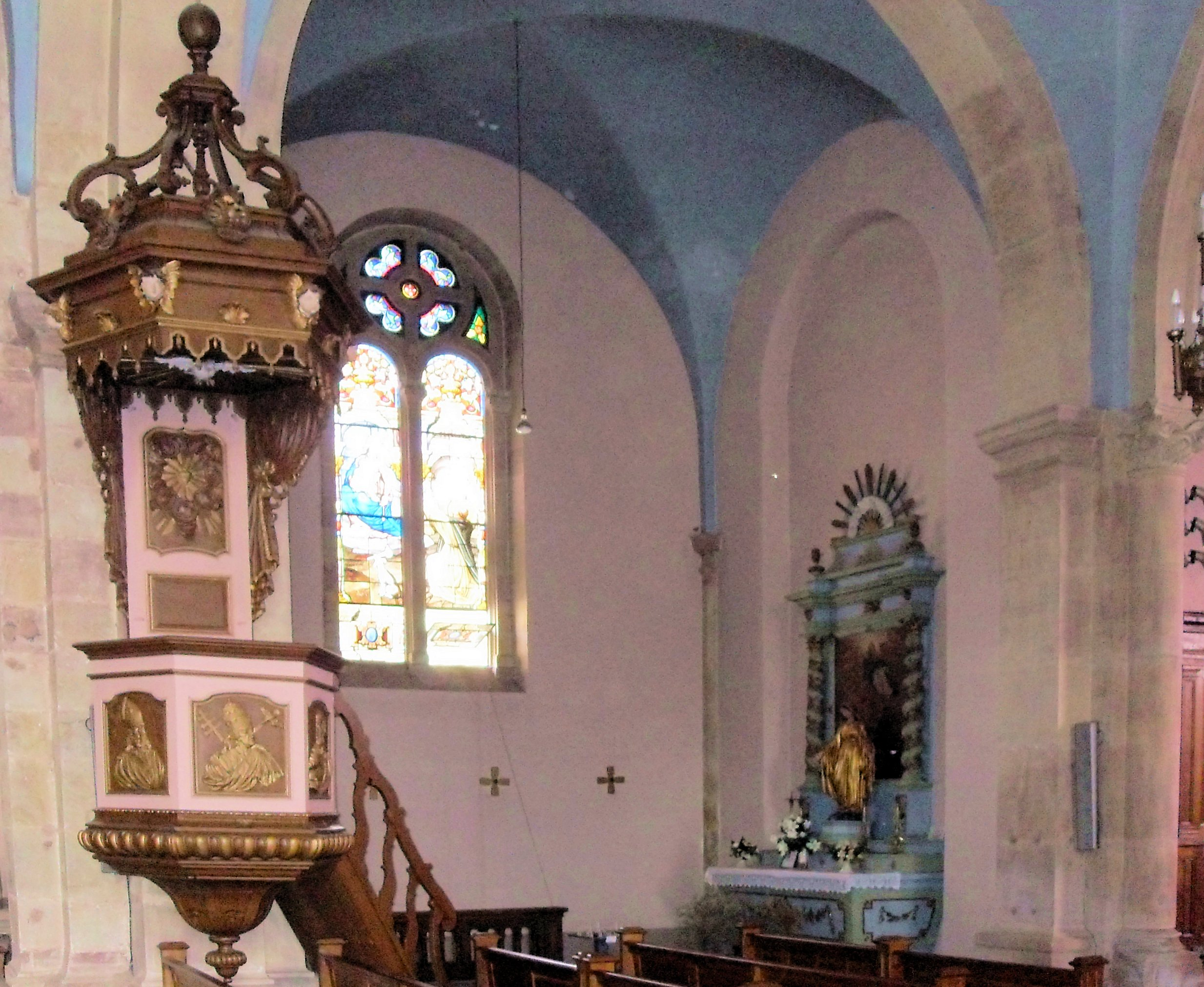
Интерьер церкви Св. Мартина
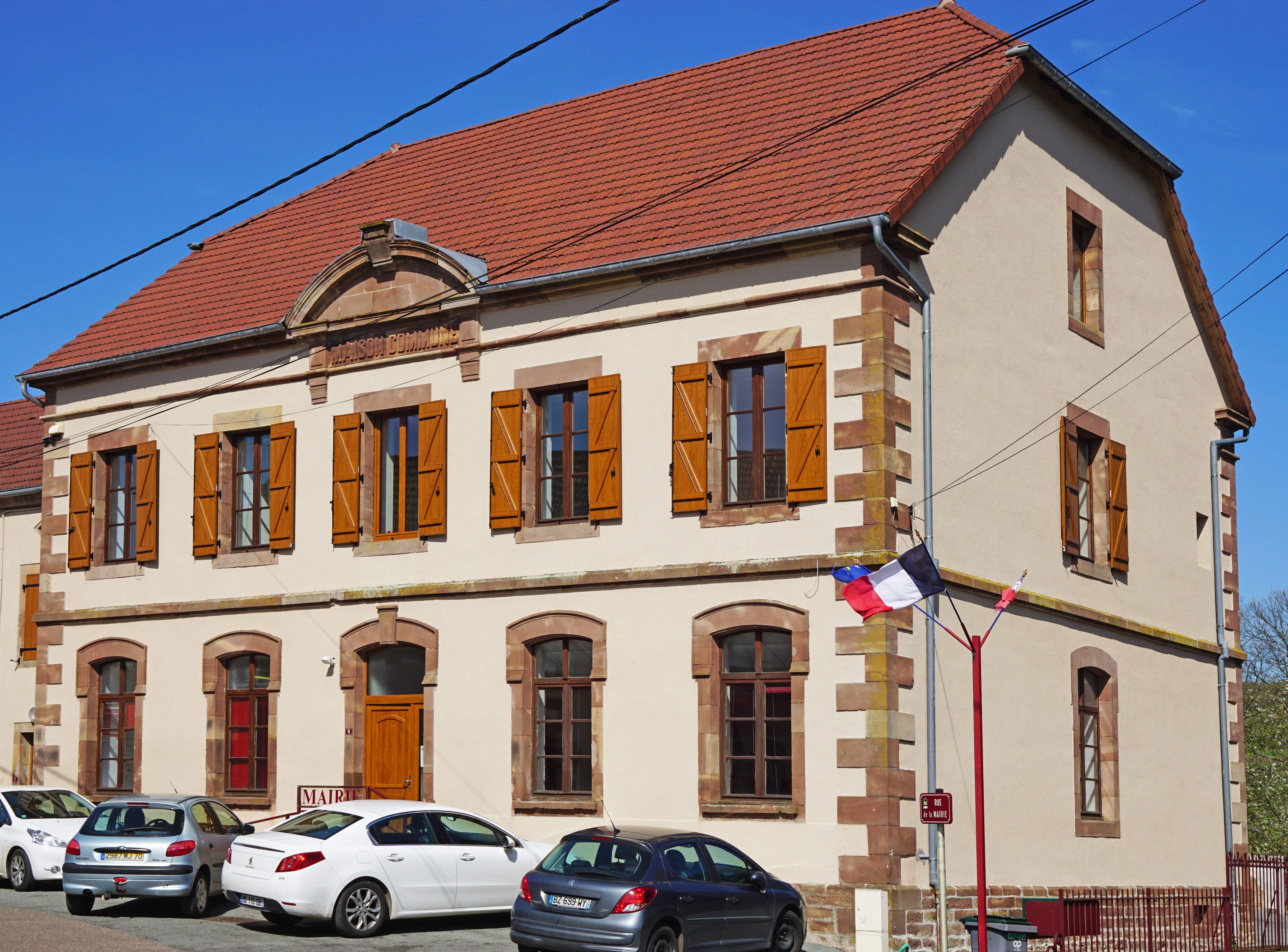
Мэрия